# پیتزو د اورسالیتا
پیتزو د اورسالیتا (به لاتین: Pizzo d'Orsalietta) یک کوه در سوئیس است که در کانتون تیچینو واقع شده‌است. پیتزو د اورسالیتا ۲٬۴۷۶ متر بالاتر از سطح دریا واقع شده‌است.